# Gran Premio d'Australia 2016
Il Gran Premio d'Australia 2016 è stata la prima prova della stagione 2016 del Campionato mondiale di Formula 1. Si è svolta domenica 20 marzo 2016 sul circuito di Albert Park a Melbourne. La gara è stata vinta dal tedesco Nico Rosberg su Mercedes, al suo quindicesimo successo nel mondiale. Rosberg ha preceduto sul traguardo il compagno di scuderia, il britannico Lewis Hamilton e il connazionale Sebastian Vettel su Ferrari.
La gara ha visto l'esordio della scuderia statunitense Haas F1 Team (che ha ottenuto anche i suoi primi punti con Romain Grosjean) e del nuovo sistema di qualificazione. Tra i piloti, corrono la loro prima gara valida per il campionato mondiale di F1 il tedesco Pascal Wehrlein e l'indonesiano Rio Haryanto, entrambi per la Manor e il britannico Jolyon Palmer per la Renault.

## Vigilia

### Aspetti tecnici
A seguito della modifica del regolamento in merito all'allocazione degli pneumatici, ora la Pirelli indica tre possibili mescole utilizzabili dai piloti nel corso del weekend di gara. Per questa gara vengono scelte coperture medie, morbide e supersoft. Per la gara dovranno essere utilizzati obbligatoriamente un set di gomme medie, e uno di gomme morbide. Per la Q3 la casa milanese impone l'uso di un set di gomme supersoft, in quanto i piloti, secondo il nuovo regolamento, devono conservare un set della mescola più morbida, fra le tre selezionate, per la Q3. Tale set andrà restituito a Pirelli dagli 8 piloti che si qualificano per la Q3, mentre sarà a disposizione per la gara per tutti gli altri piloti. I set rimanenti sono a scelta da parte dei piloti.
Da questa stagione la Manor si accorda con la Mercedes per la fornitura delle power unit (sostituendo la Ferrari). Inoltre la casa tedesca collabora più strettamente con la Manor per l'approntamento della monoposto. La Manor ha a disposizione la trasmissione e parte delle sospensioni della Williams, anch'essa già supportata dai motori della Mercedes, e utilizza come carburante quello della Petronas, già in uso da parte di Mercedes e Williams.
La Red Bull Racing ha rinnovato l'accordo per la fornitura della power unit da parte della Renault: il motore verrà però ribattezzato, per ragioni commerciali, TAG Heuer. Inizialmente il team anglo-austriaco aveva confermato l'abbandono dei motori forniti dalla Renault, tanto da prospettare l'impiego di motori Ferrari. La casa italiana era disposta a fornire il motore del 2015, nell'ultima evoluzione, mentre la Red Bull richiedeva i motori nell'evoluzione 2016. In caso contrario la Red Bull aveva minacciato di ritirarsi dalla Formula 1, assieme alla scuderia collegata Toro Rosso.
La Scuderia Toro Rosso abbandona invece i motori Renault e ripassa all'utilizzo delle power unit della Ferrari, già impiegati dalla scuderia faentina dal 2007 al 2013. Alla scuderia è stata concessa dal Consiglio Mondiale della FIA la possibilità di utilizzare i propulsori nella loro configurazione 2015. La STR utilizza anche altre parti tecniche fornite dalla Ferrari.
La FIA mantiene le stesse zone in cui si può attivare il Drag Reduction System: il rettilineo d'arrivo e il tratto di pista tra le curve Jones e Whiteford (curve 2 e 3). Il punto per la determinazione del distacco tra piloti è fissato prima della curva 14.

### Aspetti sportivi
Nel dicembre 2013 la FIA aveva lanciato un bando per ricercare una dodicesima scuderia, che avrebbe dovuto esordire nella stagione 2015 o 2016, garantendo la sua permanenza nel campionato almeno fino alla stagione 2020. Ad aprile 2014 venne ufficializzata dalla FIA l'ammissione del team statunitense Haas a partire dal campionato 2015. Successivamente il team annunciò la sua intenzione di posticipare al 2016 l'entrata nel campionato mondiale. Anche nel corso del 2015 la FIA aveva lanciato un nuovo bando per la ricerca di un'ulteriore scuderia. La Federazione stabilì nel 30 settembre la data limite per l'eventuale accettazione di un nuovo team nel campionato. Il 14 agosto la FIA invece annunciò che nessuna delle due offerte arrivate soddisfaceva i criteri stabiliti per l'accesso al campionato, confermando così che solo 11 team erano ammessi alla stagione 2016.
La Haas è il sessantatreesimo costruttore statunitense a partecipare al Campionato mondiale di Formula 1. L'ultima apparizione di un team di quella nazione risale al campionato 1986, quando la scuderia Beatrice Haas (che non ha nessun legame col team attuale) impiegò una Lola.
Romain Grosjean, ex pilota della Lotus, passa per il 2016 al neo-entrante team Haas; assieme al francese, il team nordamericano schiera il messicano Esteban Gutiérrez, che ha già corso 38 gran premi di F1 ed era stato collaudatore della Scuderia Ferrari.
La rientrante Renault schiera Jolyon Palmer, terzo pilota della Lotus nel 2015. Palmer sceglie come numero il 30, già impiegato nelle prove libere dal pilota britannico nel 2015. Tale numero era stato utilizzato per l'ultima volta da Heinz-Harald Frentzen nel Gran Premio d'Australia 1995. Con il ritorno della Renault anche Pastor Maldonado viene sostituito col pilota danese Kevin Magnussen, impiegato negli ultimi due anni dalla McLaren, nel 2014 quale titolare e nel 2015 quale riserva, tanto da partecipare alle qualifiche del Gran Premio d'Australia dell'anno precedente.
Anche la Manor cambia la sua coppia di piloti: il 10 febbraio 2016 è annunciato l'ingaggio del pilota tedesco Pascal Wehrlein. Il numero scelto dal tedesco è il 94, utilizzato anche nel DTM. Tale numero è stato utilizzato, nel mondiale di F1, solo da Johnny Claes nel Gran Premio di Germania 1951. Il tedesco ha svolto nel 2015 anche il ruolo di pilota di riserva alla Mercedes. Due giorni dopo il team ufficializza Rio Haryanto quale altro pilota titolare. L'indonesiano, impegnato nel 2015 in GP2, è il primo pilota del suo Paese a correre nel mondiale di F1. Haryanto sceglie il numero 88, non utilizzato dalla 500 Miglia di Indianapolis 1959 (Gene Hartley).
Lewis Hamilton rinuncia al numero 1, riservato al campione del mondo in carica, mantenendo il suo numero 44 anche per questa stagione.
Il 24 febbraio 2016 lo Strategy Group e la F1 Commission approvano una modifica del sistema di definizione della griglia di partenza, che prevede un'eliminazione dei piloti, via via più lenti, nel corso delle tre fasi in cui la qualifica resta suddivisa. Bernie Ecclestone annunciava però, pochi giorni dopo, che il nuovo formato delle qualifiche non sarebbe partito dalla prima gara stagionale, il Gran Premio d'Australia, ma dal Gran Premio di Spagna, previsto per il 15 maggio, per l'impossibilità di approntare i software necessari per il controllo dei tempi dei piloti.
Il 4 marzo il Consiglio Mondiale della FIA definisce il meccanismo: la Q1 dura 16 minuti; dopo i primi 7 minuti viene eliminato il pilota col tempo più alto, fino a quel momento. Successivamente, ogni minuto e mezzo viene eliminato il pilota più lento, per un totale di 7 eliminazioni. La struttura della Q2 è simile: di durata però di 15 minuti, con l'eliminazione dei piloti, a partire dal sesto minuto, per un totale di 7 esclusioni dalla fase finale. Nella Q3, a cui partecipano 8 piloti, di 14 minuti, la prima eliminazione giunge dopo 5 minuti. Ogni minuto e mezzo viene escluso un pilota, al fine di consentire ai soli due più veloci di lottare per la pole position. È previsto che tale format entri vigore dal primo gran premio stagionale, in Australia. Per l'introduzione di questo nuovo meccanismo non è però sufficiente il voto favorevole del Consiglio Mondiale della FIA, ma è necessario un via libera formale da parte di Strategic Group e F1 Commission, che giunge il 10 marzo.
La modifica è criticata sia da Sebastian Vettel, che trova il nuovo format quale portatore di caos, che da Niki Lauda. Il direttore non esecutivo della Mercedes AMG F1, che fa parte dello Strategy Group, ha reso noto che Bernie Ecclestone aveva proposto una diversa modifica che prevedeva l'inversione in griglia dei primi dieci tempi, facendo così partire per primo il pilota col decimo tempo.
Martin Donnelly è nominato commissario aggiunto per la gara da parte della FIA. L'ex pilota britannico ha svolto spesso in passato tale funzione, l'ultima al Gran Premio di Singapore 2015.

## Prove

### Resoconto
La prima giornata di prove è penalizzata dalla pioggia. Nella prima sessione questa scende intermittente: il più veloce è Lewis Hamilton su Mercedes. Il campione del mondo uscente precede le due Red Bull Racing di Daniil Kvjat e Daniel Ricciardo. Il britannico ha ottenuto il tempo con l'utilizzo di gomme soft, in una fase della sessione in cui la pista era asciutta. La pioggia però ha spesso reso difficile per i piloti controllare le monoposto, tanto che si sono registrate delle uscite dal tracciato. Sebastian Vettel non ha fatto registrare alcun tempo valido, mentre Carlos Sainz Jr. non è riuscito a completare alcun giro a causa di un problema tecnico sulla sua STR.
La pioggia è terminata poco prima dell'inizio della seconda sessione, in cui Lewis Hamilton ha nuovamente ottenuto il miglior rilievo cronometrico. Stante però la pista umida, in questa occasione il britannico ha colto il tempo con l'uso di gomme da bagnato intermedio. Alle spalle del campione del mondo si è piazzato Nico Hülkenberg, che ha completato otto giri contro i 6 di Hamilton. Al terzo posto è classificato il ferrarista Kimi Räikkönen. Solo 15 piloti su 22 hanno fatto segnare un tempo valido per lo schieramento, preferendo non rischiare di danneggiare la vettura sulla pista bagnata. Nico Rosberg, compagno di team di Hamilton, è uscito di pista alla curva 4, facendo sbattere la monoposto contro le barriere. Il pilota che ha concluso il più alto numero di giri è stato Pascal Wehrlein della MRT, con 25 tornate.
La sessione di prove libere del sabato inizia con una collisione, all'uscita dai box, tra la Haas di Romain Grosjean e la Manor di Rio Haryanto. Entrambi possono comunque prendere parte alle prove. A seguito di questo incidente il pilota indonesiano è penalizzato di tre posizioni sulla griglia di partenza e due punti sulla Superlicenza. Il più veloce è risultato Lewis Hamilton, che ha preceduto il compagno di team Nico Rosberg e il ferrarista Sebastian Vettel. Tutti i piloti hanno inanellato un cospicuo numero di giri, al fine di recuperare parte del tempo perduto per il cattivo tempo del venerdì.

### Risultati
Nella prima sessione del venerdì si è avuta questa situazione:
| Pos | Nº | Pilota           | Costruttore               | Tempo    | Gap    | Giri |
| --- | -- | ---------------- | ------------------------- | -------- | ------ | ---- |
| 1   | 44 | Lewis Hamilton   | Mercedes                  | 1'29"725 |        | 14   |
| 2   | 26 | Daniil Kvjat     | Red Bull Racing-TAG Heuer | 1'30"146 | +0"421 | 14   |
| 3   | 3  | Daniel Ricciardo | Red Bull Racing-TAG Heuer | 1'30"875 | +1"150 | 13   |

Nella seconda sessione del venerdì si è avuta questa situazione:
| Pos | Nº | Pilota          | Costruttore          | Tempo    | Gap    | Giri |
| --- | -- | --------------- | -------------------- | -------- | ------ | ---- |
| 1   | 44 | Lewis Hamilton  | Mercedes             | 1'38"841 |        | 6    |
| 2   | 27 | Nico Hülkenberg | Force India-Mercedes | 1'39"038 | +0"467 | 8    |
| 3   | 7  | Kimi Räikkönen  | Ferrari              | 1'39"486 | +0"645 | 7    |

Nella sessione del sabato si è avuta questa situazione:
| Pos | Nº | Pilota           | Costruttore | Tempo    | Gap    | Giri |
| --- | -- | ---------------- | ----------- | -------- | ------ | ---- |
| 1   | 44 | Lewis Hamilton   | Mercedes    | 1'25"624 |        | 24   |
| 2   | 6  | Nico Rosberg     | Mercedes    | 1'25"800 | +0"176 | 25   |
| 3   | 5  | Sebastian Vettel | Ferrari     | 1'25"852 | +0"228 | 25   |

## Qualifiche

### Resoconto
Il primo pilota eliminato col sistema dello shoot-out è il tedesco Pascal Wehrlein, che ha l'ultimo tempo valido allo scoccare del settimo minuto della Q1. Subito dopo viene eliminato anche il suo compagno di scuderia, Rio Haryanto. In questa fase sono state escluse anche le due Haas, all'esordio nel mondiale, e il russo Daniil Kvjat, su Red Bull Racing. Il russo è stato sorpreso dal taglio mentre era ai box per cambiare le gomme e tentare di migliorare il proprio tempo. Il più rapido della sessione è Lewis Hamilton, che precede Felipe Massa, l'unico altro pilota sotto il muro dell'1:26, e Fernando Alonso.
Hamilton si conferma ancora il più veloce anche in Q2. Il primo degli eliminati, in questa fase, è Kevin Magnussen (Renault). Seguono poi Jolyon Palmer sull'altra vettura francese, le due McLaren, Valtteri Bottas e le due Force India.
Anche in Q3 Lewis Hamilton ottiene subito il miglior tempo, davanti ai ferraristi Sebastian Vettel e Kimi Räikkönen e al compagno di scuderia Nico Rosberg. Nessun pilota affronta però un secondo tentativo, tranne i due della Mercedes, al fine di risparmiare gli pneumatici. Hamilton abbassa ancora il suo tempo, così come Rosberg, che scala dal quarto al secondo posto. Il campione del mondo uscente ottiene perciò la sua cinquantesima pole position, la settima consecutiva per la Mercedes.
L'evoluzione delle qualifiche, soprattutto nella fase decisiva, viene criticata da tutti gli addetti ai lavori del mondiale: Toto Wolff, direttore esecutivo della Mercedes, le definisce "spazzatura", mentre Chris Horner, team principal della Red Bull Racing, afferma:
Viene così prospettata l'ipotesi che già dal successivo gran premio il formato delle qualifiche possa tornare alla vecchia versione.
Al termine delle qualifiche Valtteri Bottas è penalizzato di cinque posizioni in griglia per aver sostituito il cambio della sua Williams. Il pilota finlandese ha rischiato l'esclusione dalla gara in quanto la sua scuderia non aveva inviato ai commissari, nei tempi previsti, i dati relativi al set up della vettura, prima dell'inizio del periodo di parco chiuso.

### Risultati
Nella sessione di qualifica si è avuta questa situazione:
| Pos                            | Nº | Pilota            | Costruttore               | Q1       | Q2       | Q3       | Griglia |
| ------------------------------ | -- | ----------------- | ------------------------- | -------- | -------- | -------- | ------- |
| 1                              | 44 | Lewis Hamilton    | Mercedes                  | 1'25"351 | 1'24"605 | 1'23"837 | 1       |
| 2                              | 6  | Nico Rosberg      | Mercedes                  | 1'26"934 | 1'24"796 | 1'24"197 | 2       |
| 3                              | 5  | Sebastian Vettel  | Ferrari                   | 1'26"945 | 1'25"257 | 1'24"675 | 3       |
| 4                              | 7  | Kimi Räikkönen    | Ferrari                   | 1'26"579 | 1'25"615 | 1'25"033 | 4       |
| 5                              | 33 | Max Verstappen    | STR-Ferrari               | 1'26"934 | 1'25"615 | 1'25"434 | 5       |
| 6                              | 19 | Felipe Massa      | Williams-Mercedes         | 1'25"918 | 1'25"644 | 1'25"458 | 6       |
| 7                              | 55 | Carlos Sainz Jr.  | STR-Ferrari               | 1'27"057 | 1'25"384 | 1'25"582 | 7       |
| 8                              | 3  | Daniel Ricciardo  | Red Bull Racing-TAG Heuer | 1'26"945 | 1'25"599 | 1'25"589 | 8       |
| 9                              | 11 | Sergio Pérez      | Force India-Mercedes      | 1'26"607 | 1'25"753 | N.D.     | 9       |
| 10                             | 27 | Nico Hülkenberg   | Force India-Mercedes      | 1'26"550 | 1'25"865 | N.D.     | 10      |
| 11                             | 77 | Valtteri Bottas   | Williams-Mercedes         | 1'27"135 | 1'25"961 | N.D.     | 16      |
| 12                             | 14 | Fernando Alonso   | McLaren-Honda             | 1'26"537 | 1'26"125 | N.D.     | 11      |
| 13                             | 22 | Jenson Button     | McLaren-Honda             | 1'26"740 | 1'26"304 | N.D.     | 12      |
| 14                             | 30 | Jolyon Palmer     | Renault                   | 1'27"241 | 1'27"601 | N.D.     | 13      |
| 15                             | 20 | Kevin Magnussen   | Renault                   | 1'27"297 | 1'27"742 | N.D.     | 14      |
| 16                             | 9  | Marcus Ericsson   | Sauber-Ferrari            | 1'27"435 | N.D.     | N.D.     | 15      |
| 17                             | 12 | Felipe Nasr       | Sauber-Ferrari            | 1'27"958 | N.D.     | N.D.     | 17      |
| 18                             | 26 | Daniil Kvjat      | Red Bull Racing-TAG Heuer | 1'28"006 | N.D.     | N.D.     | 18      |
| 19                             | 8  | Romain Grosjean   | Haas-Ferrari              | 1'28"322 | N.D.     | N.D.     | 19      |
| 20                             | 21 | Esteban Gutiérrez | Haas-Ferrari              | 1'29"606 | N.D.     | N.D.     | 20      |
| 21                             | 88 | Rio Haryanto      | Manor-Mercedes            | 1'29"627 | N.D.     | N.D.     | 22      |
| 22                             | 94 | Pascal Wehrlein   | Manor-Mercedes            | 1'29"642 | N.D.     | N.D.     | 21      |
| Tempo limite 107% Q1: 1'31"325 |    |                   |                           |          |          |          |         |

In grassetto sono indicate le migliori prestazioni in Q1, Q2 e Q3.

## Gara

### Resoconto
La procedura di partenza è sospesa per un problema tecnico sulla Red Bull di Daniil Kvjat, che viene accompagnata ai box dai commissari, e non può prendere parte alla gara. Viene lanciato un nuovo giro di formazione, tanto che la durata della gara è ridotta di un giro.
Alla partenza le due Ferrari di Sebastian Vettel e Kimi Räikkönen scattano meglio delle Mercedes e si portano in prima e seconda posizione: Nico Rosberg è terzo, davanti a Max Verstappen, Felipe Massa e Lewis Hamilton. Nei primi giri Massa cede due posizioni, prima a Hamilton poi a Ricciardo. Il brasiliano si ferma all'undicesimo giro, per montare le gomme soft.
Al giro 12 è il turno della sosta per Nico Rosberg, mentre un giro dopo anche Sebastian Vettel e Daniel Ricciardo montano un treno di gomme nuove. Il ferrarista rientra in pista ancora davanti al pilota della Mercedes, che non riesce a passare. Al sedicesimo passaggio anche gli altri due piloti di Ferrari e Mercedes effettuano la sosta. La classifica vede al comando sempre Vettel, ora però secondo è Nico Rosberg, che precede Kimi Räikkönen, poi Daniel Ricciardo, Lewis Hamilton e le due Toro Rosso.
Al diciassettesimo passaggio Fernando Alonso impatta contro la gomma posteriore sinistra della Haas di Esteban Gutiérrez. La vettura dello spagnolo sbatte contro il muretto poi s'impenna quando esce nella via di fuga, ribaltandosi varie volte e terminando la corsa contro un altro muretto di protezione; Alonso esce illeso dalla vettura. La direzione di gara prima invia in pista la safety car, poi decide di interrompere la gara con la bandiera rossa, per consentire di ripulire la pista dai detriti.
Le vetture ripartono poco dopo, con Hamilton sceso in settima posizione, dietro alle due STR. Al ventiduesimo giro Kimi Räikkönen si ritira per un guasto al turbo, con le fiamme che escono dal airscope. Al giro 31 nuovo cambio gomme per Carlos Sainz Jr., poco dopo essere stato attaccato, senza successo, da Hamilton, che così guadagna un'altra posizione. Nel giro seguente, nella sosta di Verstappen, si verifica un problema coi meccanici nel fissaggio di una ruota.
Sebastian Vettel monta gomme nuove (mescola morbida) al giro 34, e scende in quarta posizione, dietro a Rosberg, Ricciardo e Hamilton. Il britannico supera il pilota di casa, per il secondo posto, al giro 41. L'australiano effettua una nuova sosta un giro dopo, scalando quinto, dietro Massa. Il brasiliano viene superato da Ricciardo dopo 4 giri.
Negli ultimi giri Vettel s'avvicina a Lewis Hamilton, tenta di passarlo, ma al penultimo giro va lungo alla penultima curva, dando così via libera al pilota della Mercedes. Nico Rosberg ottiene la quarta vittoria consecutiva (settima per la Mercedes), precedendo Lewis Hamilton e Sebastian Vettel. Romain Grosjean giunge sesto, ottenendo così i primi punti iridati per la Haas, all'esordio nel mondiale di F1. È il primo team esordiente che giunge a punti nella prima sua gara, dal Gran Premio d'Australia 2009, quando la Brawn GP ottenne una doppietta.

### Risultati
I risultati del Gran Premio sono i seguenti:
| Pos | Nº | Pilota            | Costruttore               | Giri | Tempo/Ritiro               | Griglia | Punti |
| --- | -- | ----------------- | ------------------------- | ---- | -------------------------- | ------- | ----- |
| 1   | 6  | Nico Rosberg      | Mercedes                  | 57   | 1h48'15"565                | 2       | 25    |
| 2   | 44 | Lewis Hamilton    | Mercedes                  | 57   | +8"060                     | 1       | 18    |
| 3   | 5  | Sebastian Vettel  | Ferrari                   | 57   | +9"643                     | 3       | 15    |
| 4   | 3  | Daniel Ricciardo  | Red Bull Racing-TAG Heuer | 57   | +24"330                    | 8       | 12    |
| 5   | 19 | Felipe Massa      | Williams-Mercedes         | 57   | +58"979                    | 6       | 10    |
| 6   | 8  | Romain Grosjean   | Haas-Ferrari              | 57   | +1'12"081                  | 19      | 8     |
| 7   | 27 | Nico Hülkenberg   | Force India-Mercedes      | 57   | +1'14"199                  | 10      | 6     |
| 8   | 77 | Valtteri Bottas   | Williams-Mercedes         | 57   | +1'15"153                  | 16      | 4     |
| 9   | 55 | Carlos Sainz Jr.  | STR-Ferrari               | 57   | +1'15"680                  | 7       | 2     |
| 10  | 33 | Max Verstappen    | STR-Ferrari               | 57   | +1'16"833                  | 5       | 1     |
| 11  | 30 | Jolyon Palmer     | Renault                   | 57   | +1'23"399                  | 13      |       |
| 12  | 20 | Kevin Magnussen   | Renault                   | 57   | +1'25"606                  | 14      |       |
| 13  | 11 | Sergio Pérez      | Force India-Mercedes      | 57   | +1'31"699                  | 9       |       |
| 14  | 22 | Jenson Button     | McLaren-Honda             | 56   | +1 giro                    | 12      |       |
| 15  | 12 | Felipe Nasr       | Sauber-Ferrari            | 56   | +1 giro                    | 17      |       |
| 16  | 94 | Pascal Wehrlein   | Manor-Mercedes            | 56   | +1 giro                    | 21      |       |
| Rit | 9  | Marcus Ericsson   | Sauber-Ferrari            | 38   | Albero motore              | 15      |       |
| Rit | 7  | Kimi Räikkönen    | Ferrari                   | 21   | Power Unit                 | 4       |       |
| Rit | 88 | Rio Haryanto      | Manor-Mercedes            | 17   | Albero motore              | 22      |       |
| Rit | 21 | Esteban Gutiérrez | Haas-Ferrari              | 16   | Collisione con F.Alonso    | 20      |       |
| Rit | 14 | Fernando Alonso   | McLaren-Honda             | 16   | Collisione con E.Gutiérrez | 11      |       |
| NP  | 26 | Daniil Kvjat      | Red Bull Racing-TAG Heuer | 0    | Problema elettrico         | 18      |       |

## Classifiche mondiali

### Piloti
| Pos | Pilota           | Punti |
| --- | ---------------- | ----- |
| 1   | Nico Rosberg     | 25    |
| 2   | Lewis Hamilton   | 18    |
| 3   | Sebastian Vettel | 15    |
| 4   | Daniel Ricciardo | 12    |
| 5   | Felipe Massa     | 10    |
| 6   | Romain Grosjean  | 8     |
| 7   | Nico Hülkenberg  | 6     |
| 8   | Valtteri Bottas  | 4     |
| 9   | Carlos Sainz Jr. | 2     |
| 10  | Max Verstappen   | 1     |

### Costruttori
| Pos | Costruttore               | Punti |
| --- | ------------------------- | ----- |
| 1   | Mercedes                  | 43    |
| 2   | Ferrari                   | 15    |
| 3   | Williams-Mercedes         | 14    |
| 4   | Red Bull Racing-TAG Heuer | 12    |
| 5   | Haas-Ferrari              | 8     |
| 6   | Force India-Mercedes      | 6     |
| 7   | STR-Ferrari               | 3     |

## Decisioni della FIA
Al termine della gara, la FIA decide di non prendere nessuna decisione sull'incidente avvenuto tra Fernando Alonso ed Esteban Gutiérrez nel corso del diciassettesimo giro.